# Dzieci z Leszczynowej Górki
Dzieci z Leszczynowej Górki – polska powieść dla dzieci autorstwa Marii Kownackiej i Zofii Malickiej z 1951. 
W powieści opisano rok z życia głównych bohaterów – dwójki dzieci mieszkających w gajówce. 
W roku 2000 wydano ją w wersji uwspółcześnionej przez Błażeja Kusztelskiego – mali bohaterowie zachwycają się nie warszawską trasą W-Z, lecz metrem, uczestniczą nie w pochodzie 1-majowym, lecz festynie z okazji 3 maja itp.